# Kvetkai
Kvetkai (ryska: Кветкай) är en ort i Litauen. Den ligger i den nordöstra delen av landet, 160 km norr om huvudstaden Vilnius. Kvetkai ligger 76 meter över havet och antalet invånare är 366.
Terrängen runt Kvetkai är mycket platt. Runt Kvetkai är det ganska glesbefolkat, med 23 invånare per kvadratkilometer. Närmaste större samhälle är Pandėlys, 16,3 km söder om Kvetkai. I omgivningarna runt Kvetkai växer i huvudsak blandskog.